# Таджура
Таджура (също и Тажура, на арабски: تاجوراء) е малък град в Северна Либия на брега на Средиземно море. Там през 1983 година е построен единственият в страната изследователски реактор с мощност 10 МВт.